# Johann Joseph Pock
Johann Joseph Pock, auch Pockh (* 19. März 1675 in Salzburg; † 24. August 1735 in Dachau), war ein deutschsprachiger Jurist, der sich auch als Historiker hervortat und vor allem Reiseberichte und Geschichtsschreiber, aber auch Erträge anderer Wissenschaften popularisierte, indem er sie selbst abfasste oder die Werke anderer übersetzte. In seinen Werken „breitet er das ganze Panorama an naturkundlicher, ethnographischer, geographischer und historischer Beobachtung aus“, wie der Historiker Rainald Becker 2017 konstatierte.
Pock wurde am 19. März 1675 in Salzburg als Sohn eines Kaufmanns geboren. Dort studierte er die Rechte, hielt seine Disputation am 26. August 1699 und erlangte am 22. Februar 1701 die Doktorwürde. Noch im selben Jahr verlegte er seinen Wohnsitz nach München, wo er Kurfürstlicher Hofraths-Advokat wurde. 1718 wurde er Ritter des goldenen Spornordens, schließlich kaiserlicher und päpstlicher Pfalzgraf.
Er starb überraschend am 24. August 1735 in Dachau, wo er sich in Geschäften aufhielt.
Schon früh begann er, gewaltige Überblickswerke zu schaffen, wie seinen Lebens-Spiegel Der Römischen König, Burgermeister, und Kayser, der mehr als 1300 Seiten umfasst, oder sein zehnbändiges Opus Der Politische Catholische Passagier. Wie diese, so sind auch seine sonstigen Werke durch einen starken erzieherischen, gegenreformatorischen Impetus gekennzeichnet. Er verfasste eine Geschichte der Wittelsbacher und Habsburger, die anlässlich der Verheiratung des Kronprinzen Karl Albrecht mit der Kaisertochter Marie Amalie erschien. Auch übersetzte er in zwei Bänden die Reiseberichte von Vincentio Briemle (1727, 1729), wie er sich überhaupt mit allen Kontinenten befasste.

## Werke
- Prodromus Iustinianeus seu prima elementa totius legitimæ scientiæ juxta ordinem libri I. Institutionum imperialium. Deo Ter Optimo Maximo Aspirante. In Almâ Archi-Episcopali Benedictinâ Universitate Salisburgensi, Johann Baptist Mayr, Salzburg 1699. (Google Books)
- Lebens-Spiegel Der Römischen König / Burgermeister / und Kayser / Das ist / Nach einer kurtzen Anmerckung von Anfang und Herkommen deß Römischen Reichs; Eine kurtze / doch gründliche Beschreib- und Entwerffung Deren Römischen Königen / Burgermeister / und Kaysern vornehmster Verrichtungen / so wohl zu Friedens- als Kriegs-Zeiten / dann deren Tugend- und Untugenden / wie auch deren Vermählungen / und erzeugten Kindern Biß auf Dermahlen Glorwürdigist regierenden Kayser Josephum den Ersten / worinnen sonderbahr auch dieser letztere annoch wehrende blutige Krieg bis auf diese Stund außführlich beschriben ist, Georg Schlüter und Martin Happach, Augsburg 1707. (Google Books)
- Alvearium curiosarum scientiarum, oder Immenhaus verwunderlicher Wissenschaften; Das ist: Eine von allerhand Wissenschaften, Künsten, Erfindungen, fröhlichen und traurigen Begebenheiten …, Augsburg 1710. (Digitalisat)
- Der Nutzlich-ergötzend- und die lange Zeit vertreibende Gemüths-Artzt/ Das ist: Drey hundert/ aus gar vielen/ auserlesene/ seltzame/ kurtzweilig- und zugleich Lehrreiche Begebenheiten/ Geschichte und Lehr-Sprüche/ mit angehängten Sitten-Lehren erklärt/ und ausgelegt; Dardurch man nicht allein ein trauriges oder langweiliges Gemüth auffmuntern/ sondern auch die Sitten und Gebärden eines Menschen anbelangend / krutze doch wahre Lehr-Sätze und Anweisungen haben und ersehen kan; derohalben dann / so wol Alt als Jungen kurtzweilig/auch nutzlich zu lesen, Georg Schlüter und Martin Happach, Augsburg 1711. (Google Books)
- Gantz neu eröffneter reichlich und wol-eingerichteter Glücks und Unglücks-Hafen / Fromb- und Böser Weiber. Auffgerichtet und außgesetzet / in der aller bekanntisten weit und brait beruffenen Statt Cosmopoli, Das ist: Kurtzweilig doch lehrreiche Beschreibung von Glück und unglückseeligen Heurathen / Wie man vor tugentsamme Weiber GOTT loben und schuldigsten Danck sagen ; Böser ungerathener Weiber Untugenden aber zu Gottes Ehren mit gedult übertragen solle. Alles auß Göttlicher heiliger Schrifft und andern Lehrern zusammen getragen., Daniel Walder, Augsburg 1716. (Digitalisat)
- Der Politische Catholische Passagier / durchreisend Alle hohe Höfe / Republiquen / Herrschafften und Länder der gantzen Welt. Das ist: Kurtz gründlich wolverständiger Unterricht/ was in Politicis, Geographisch- Historisch- und Genealogischen Wesen bey allen Höfen/Republiquen und Herrschafften in der gantzen Welt merckwürdiges zu sehen/zu beobachten und zu mercken : Alles aus denen neuesten Politicis, Geographis, Historicis, Genealogis und andern wohl fundirt geschriebenen Büchern mit sonderbahrem Fleiß zusam[m]en getragen, und in ein kurtzes wohlverständiges Compendium verfasset, 10 Bde., 1718–1724 (die Bände erschienen bei Caspar Brechenmacher, Augsburg, sie umfassen insgesamt mehr als 10.000 Seiten). 
  - Digitalisate: Bd. 1, 2, 3, 4, 5, 6, 7, 8, 9 und Bd. 10
- Die Statthalterschafft CHRISTI/ Das ist: Kurtze, doch wahrhafft- und wohlgegründete Abhandlung Von Göttlicher Einsetzung und bisheriger Nachfolge der Statthalter Christi auf Erden/ nemlich der römischen Päbste Leben/ Lehren und Thaten/ von dem heiligen Petro an, bis auf jetzige Zeiten/ des sllerheiligsten Varters und regierenden Römischen Pabsts/ Innocentii des Dreyzehenden/ Mit angehängter Beschreibung aller Päbstlichen Land- und Herrschaften/ deren Grösse/ Eigenschafft/ Fruchtbarkeit / und Gröntzen/ Alles aus alten und neuen bewährtisten Geschicht-Schreibern, zum Nutzen des Teutsch-Catholischen Landsmanns, mit sonderbarem Fleiß zusamm getraten, München, Nürnberg 1722. (Google Books)
- Güldener Denkring göttlicher Allmacht und menschlicher Thaten, welche sich begeben von Anfang der Welt durch die bißher etliche tausend verflossene Jahre, biß auf jetzt lauffende Zeit, 30 Theile, Augsburg 1746.
- Nucleus Juris Publici Romani, Oder Auserlesner Kern des Allgemeinen Staats-Rechts unsers uralten glorwürdigsten Röm. Deutschen Reichs, München 1721. (Google Books)
- Immergrünender Lorber-Baum Einfach In dem Uhr-alten Haupt-Stammen der alten Königen von Franken. Zweyfach in seinen zwey Haupt-Ästen Als dem Durchlauchtigsten Chur-Haus Bayren / und Durchlauchtigsten Erz-Haus Oesterreich/ Welche sich wiederumben zusamm gefüget / Und Immerwehrend durch Göttlichen Segen fortblühen werden. Denen zu allgmeiner Freud aller auffrichtig gethreuisten Patrioten durch sonderbahre Vorsichtigeit Gootes Neu-Verlobten Durchlauchtigsten Brauth-Persohnen Dem Durchleuchtigisten Carlolo Alberto Chur-Prinzen aus Bayren. Dann Der Durchleuchtigsten Kayer- und Königl. Princessin Ertz-Hertzogin von Oesterreich. Maria Amalia, Maria Magdalena Riedlin Wittib, München 1722. (Google Books)
- Gigantomachia orci, Oder der höllischer Riesen-Streit Das ist: Eine Beschreibung/ wie der höllische abgesagte Feind des allmächtigen Gottes/seiner heiligen Engel und der Menschen/ anfangs wieder GOTT seinen Herrn und Erschaffer selbst rebelliret/ mit denen guten Engeln einen Krieg angefangen / aber überwunden und die Hölle gestürzt worden…, Georg Christoph Weber, München, Nürnberg 1723. (Google Books)
- Des hochschätzbarer Ehren-Crantzes der Kauffmannschafft Dritter Theil. Oder Allgemeine Nutzbarkeit, Freyheit, Recht, Gebräuche und Gewohnheiten der Handelschafften durch die gantze Welt: das ist, ausführlicher Bericht, wie das Eigenthum, Tauschen, Kauffen, durch das göttliche und natürliche Gesetz, der Völcker allgemeine Einwilligung, grosser Monarchen Gesätze, Freyheiten und Gewohnheiten, befördert, verschiedene Handlungs-Compagnien, eigene Gerichte der Handels-Leute … eingeführet worden … : Hauptsächlich aber auch von der in allen Rechten best-begründeten Gerechtsame deren Käyserlichen gefreyten, höchst-annehmlichen, Orientalischen, Ostendischen und Adriatischen Handlungs-Compagnien, 4 Bde., München und Nürnberg 1726 („Das Buch kann als typisch für die ganze handelswirtschaftliche Literatur der Barockzeit in Deutschland angesehen werden.“[3]). (Google Books)
- Allgemeine Gold-Grube, woraus grosse Potentaten und gantze Länder sich mit Recht und Glück bereichern können, III. Theile, Nürnberg, München 1726. (Google Books, Bd. 1)
- Höchstvergnügliches Freuden-Fest / Uber das Zweyfache Treu- und Liebes-Band Bey der Erb-Huldigung Zu München den 13. Monats-Tag May 1727 Dem Durchleuchtigsten Fürsten und Herrn / HERRN Carolo Alberto, Jn Ob- und Nidern-Bayrn / auch der Obern-Pfalz Hertzogen / Pfalzgrafen bey Rhein /deß Heil Röm. Reichs Ertz-Trugsessen und Chrufürsten / Landgrafen zu Brandenburg  erc. Und Dann auch Bey Hervor-Seegnung Der Durchleuchtigisten Fürstin und Frauen FRAUEN Maria Amalia Regierender Churfürstin in Bayrn / gebohrner Kayser- und Königlichen Printzessin/ Ertz-Herzogin von Oesterreich etc.…, München o. J. (Google Books)
- Gantz neu-eröffneter reichlich und wohl-eingerichteter Glücks- und Unglücks-Hafen, Frommer und Böser, Nützlich- oder Schädlicher Männer, o. O., 1732 (Google Books), erneut 1733 (Google Books)